# Фрусторфер, Ханс
Ханс Фрусторфер (нем. Hans Fruhstorfer, 7 марта 1866—9 апреля 1922) — немецкий энтомолог, путешественник и торговец насекомыми.

## Биография
В 1886 году Фрусторфер предпринял путешествие в Бразилию для исследования фауны верховья реки Уругвай, в 1889 году отправился на остров Цейлон с целью изучить чешуекрылых этого острова, в 1891 году на остров Яву, где в течение трёх лет исследовал фауну моллюсков и насекомых. 
В 1895 году он исследовал острова Целебес и Ломбок. В 1899 году Фрусторфер отправился через Америку, острова Тсужима, Японию и Корею в Аннам, где исследовал фауну возвышенного плоскогорья Лам Биан, не посещенного ещё натуралистами, а в 1900 году в Тонкин и оттуда через Камбоджу в Сиам. Вследствие болезни был принужден приостановить исследование Бирмы, и отправился в Гималаи с целью изучить на месте явления сезонного диморфизма. 
Фрусторфер — отличный знаток преимущественно индо-австралийских бабочек; кроме этого, он своими путешествиями, направленными всегда в местности, ещё не исследованные натуралистами, в большой степени способствовал к познанию фауны (преимущественно бабочек) юго-восточной Азии и Индо-малайского архипелага.

## Научные труды
- «Monographische Revision der Symphaedra und Adolias» (Дрезден, 1898);
- «Monographie der süd-amerikanischen Gattung Agrias» (там же, 1898);
- «Revision der Gattung Cethosia» (Штеттин, 1899);
- «Übersicht der indo-australischen Danaiden» (Б., 1899);
- «Übersicht der Euthalien» (там же, 1899);
- «Aufzählung der von mir auf der Insel Lombok gesammelten Lepidopteren» (Б., 1898);
- «Rhopalocera bazilana» (Б., 1899);
- «Tagebuchblätter» (впечатления последнего путешествия Ф., печатаются с 1899 г. в «Insectenbörse»).